# L'aire d'un crim
L'aire d'un crim és una pel·lícula espanyola de 1988, que va suposar el retorn a la direcció del seu director, Antonio Isasi-Isasmendi, que feia 11 anys que no dirigia cap pel·lícula des d' El perro (1977), on aprofita el cinema negre per fer una metàfora de l'Espanya rural i gris amb un repartiment d'alt nivell. És basada en la novel·la El aire de un crimen de Juan Benet, finalista del Premi Planeta el 1980. Ha estat traduïda al català i emesa per TV3 el 20 de juliol de 1992.

## Argument
En la dècada del 1950 en un indret mític d'Espanya anomenat Región, al poble de Bocentellas, apareix un home assassinat enmig de la plaça del poble. Els habitants del poble li demanen a un oficial de la caserna militar propera, el capità Medina, perquè els ajudi mentre arriba el jutge. Quan aquest arriba, però, el cadàver del mort ha estat canviat per un altre i es posen de manifest els interessos del caciquisme local.

## Repartiment
- Francisco Rabal - el coronel
- Maribel Verdú - La Chiqui
- Fernando Rey - Fayón
- Chema Mazo - capità Medina
- Ramoncín - Luis Barceló
- Miguel Rellán - Dr. Sebastián
- María José Moreno - La Tacón
- Germán Cobos - Amaro
- Ovidi Montllor - Domingo Cuadrado
- Terele Pávez - Dona peó
- Rafaela Aparicio - Tinacia Mazón
- Agustín González - Jutge
- Alfred Lucchetti - Peris

## Premis
Gabriel Castro, Jorge Rodríguez Álamo i Antonio Isasi-Isasmendi foren nominats al Goya al millor guió adaptat en 1988.